# Stipa megapotamia
Stipa megapotamia är en gräsart som beskrevs av Spreng. och Carl Bernhard von Trinius. Stipa megapotamia ingår i släktet fjädergrässläktet, och familjen gräs. Inga underarter finns listade i Catalogue of Life.